# CSS Ida

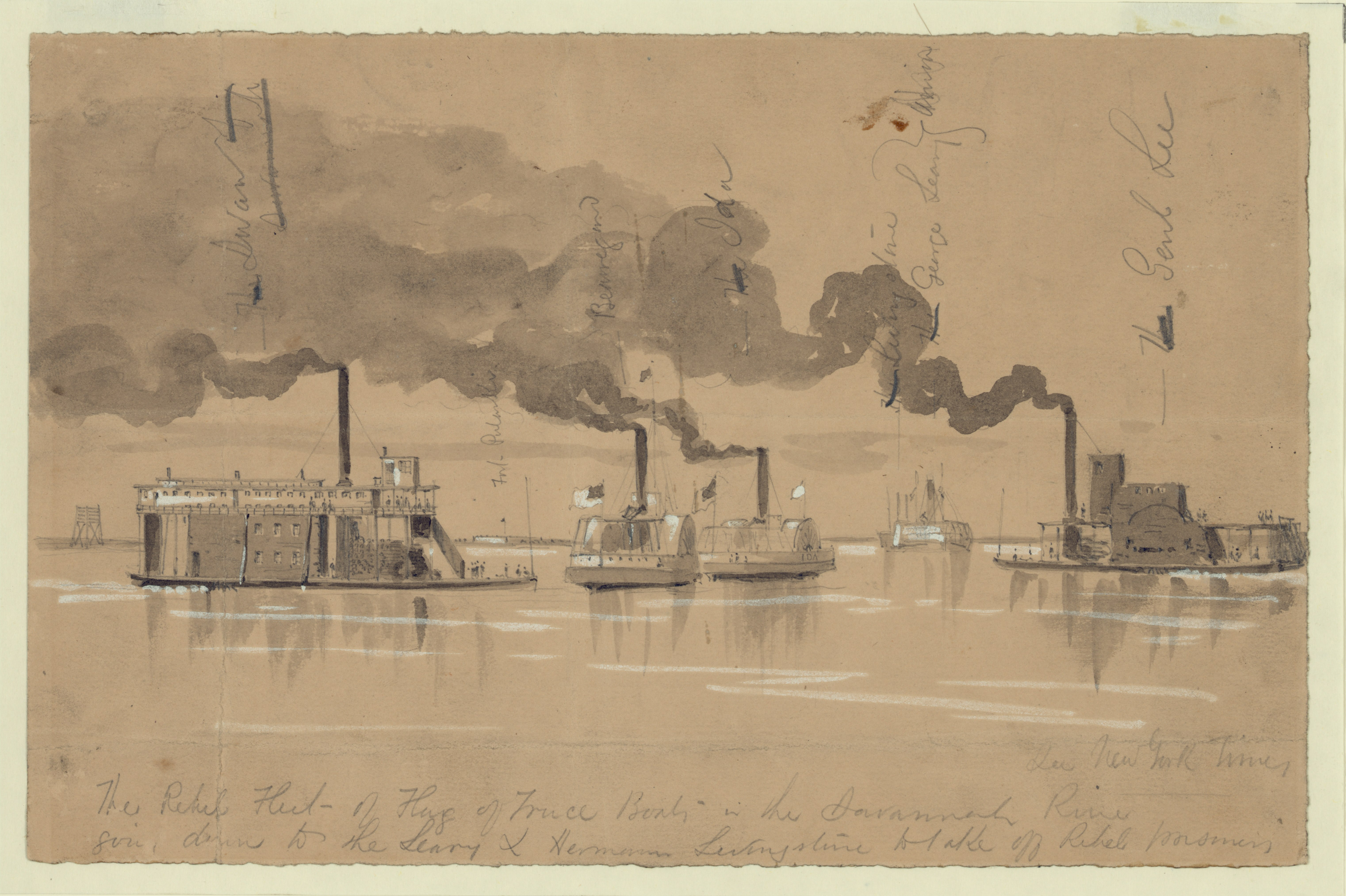
Buques en el Río Savannah, el Ida es uno de ellos.

El CSS Ida era un buque de vapor confederado.

## Historia y descripción
El CSS Ida, era un buque de vapor de ruedas laterales, fue empleado por la Armada de los Estados Confederados en el río Savannah, Georgia, en tareas de transporte, despacho y remolque en 1862 y 1864. Fue capturada y quemada por las fuerzas de la Unión el 10 de diciembre de 1864.

## Galería

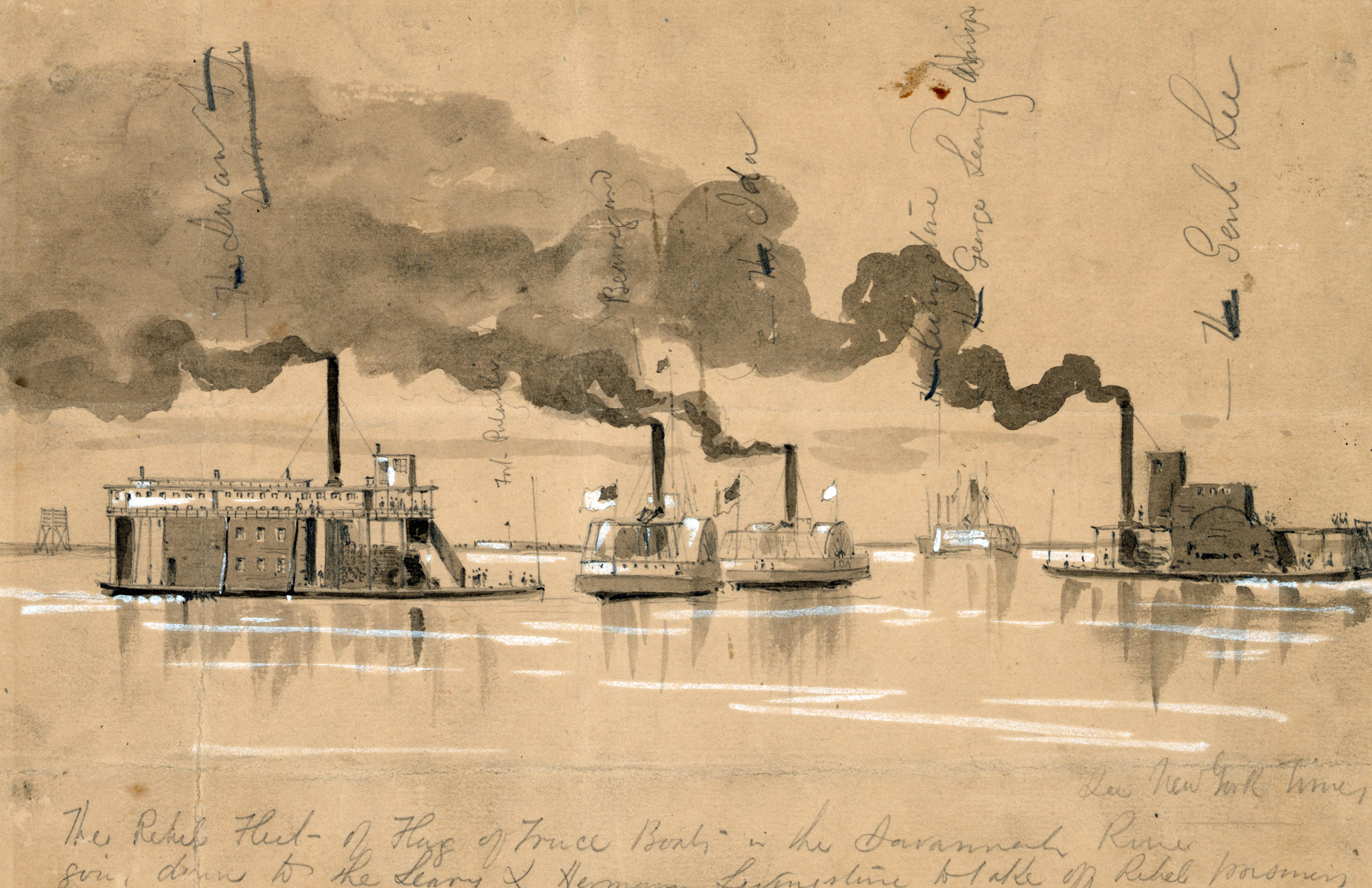
Buques en río Savannah.

- Datos: Q111737739